# Máximo Avance Network
Máximo Avance Network es un medio mexicano especializado en fútbol americano, que brinda cobertura a todas las categorías de dicho deporte, desde infantiles hasta profesional, principalmente de México, pero también de Estados Unidos. 
Actualmente transmite vía streaming por internet todos los partidos de la Liga de Fútbol Americano Profesional de México (LFA), los más importantes de la ONEFA y de la CONADEIP, tanto de categoría colegial, intermedia y juvenil. También produce y transmite todos los miércoles a las 20 horas un programa de análisis del fútbol americano en México por televisión a través del Canal Catorce del Sistema Público de Radiodifusión del Estado Mexicano, con cobertura nacional. 
Adicionalmente, el grupo Máximo Avance Network es accionista minoritario del equipo profesional Raptors LFA.
- Datos: Q50640615